# SiS (음악 그룹)
SiS(시스)는 일본의 여성 아이돌 그룹이다. 소속 사무소는 주식회사 츠바사 플러스. BiS의 라이벌 그룹로서 탄생했다.

## 구성원
- 친 미레이 (陳美麗) - 현 GANG PARADE, 유이 가 도쿠송 (ユイ・ガ・ドクソン)로 개명.
- 손 시온 (孫紫苑) - 현 GANG PARADE, 테라시마 유우카 (テラシマユウカ)로 개명.
- 코코첼 (瑚々茶錬) - 현 GANG PARADE, 코코 파틴 코코 (ココ・パーティン・ココ)로 개명.
- 카나분 (奏舞音)

## 같이 보기
- GANG PARADE